# Robin and the 7 Hoods
Robin and the 7 Hoods is een muzikale komedie uit 1964 met onder anderen Frank Sinatra, Dean Martin, Sammy Davis jr., Bing Crosby, Peter Falk en Barbara Rush. Het is een parodie op de gangsterfilm. De film werd geregisseerd door Gordon Douglas en geproduceerd door Frank Sinatra.
Enkele nummers uit de film zijn My Kind of Town, Don't Be A Do-badder, Any Man Who Loves His Mother,  Mr. Booze en Bang! Bang!. Alle nummers in deze film zijn gecomponeerd door Sammy Cahn en Jimmy Van Heusen.

## Plot
Gangsterbaas Big Jim (Edward G. Robinson) wordt tijdens zijn verjaardag door alle aanwezige gasten doodgeschoten. Guy Gisborne (Peter Falk) neemt de leiding over en vraagt aan iedereen om hem beschermingskosten te betalen. Robbo (vertolkt door Frank Sinatra) is niet tevreden met dit nieuws en een grote rivaliteit breekt uit.

## Rolverdeling

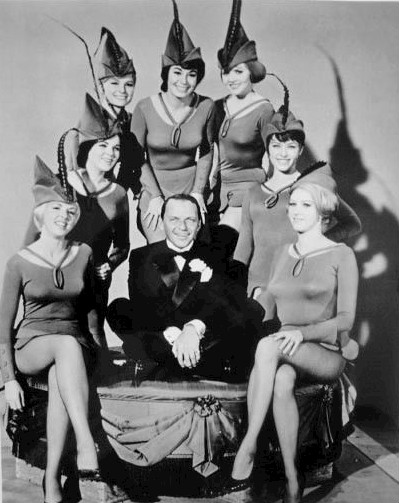
Cast van Robin and the 7 Hoods

| Acteur           | Personage                      |
| ---------------- | ------------------------------ |
| Frank Sinatra    | Robbo                          |
| Dean Martin      | Little John                    |
| Sammy Davis jr.  | Will                           |
| Bing Crosby      | Alan A. Dale                   |
| Peter Falk       | Guy Gisborne                   |
| Barbara Rush     | Marian Stevens                 |
| Victor Buono     | Deputy Sheriff Alvin Potts     |
| Hank Henry       | "Six Seconds"                  |
| Robert Foulk     | Sheriff Octavius Glick         |
| Allen Jenkins    | Vermin                         |
| Jack La Rue      | Tomatoes                       |
| Robert Carricart | Blue Jaw, Gisborne's assistant |
| Joseph Ruskin    | Twitch                         |
| Phil Arnold      | Hatrack                        |
| Harry Swoger     | Soupmeat                       |
| Bernard Fein     | Charlie Bananas                |
| Richard Bakalyan | Hood                           |
| Sonny King       | Hood                           |
| Phil Crosby      | Hood                           |
| Al Silvani       | Hood                           |
| Harry Wilson     | Hood                           |
| Caryl Lee Hill   | ober                           |
| Mickey Finn      | barman                         |
| Richard Simmons  | aanklager                      |

## Trivia
Deze film wordt vaak gezien als een film van The Rat Pack. Dit is niet helemaal correct, gezien het feit dat niet alle leden van The Rat Pack aanwezig zijn. Peter Lawford was destijds wegens een ruzie met Sinatra uit The Rat Pack verbannen en de rol die in deze film voor hem bedoeld was werd aan Bing Crosby gegeven. Ook Joey Bishop was afwezig.